# Слов'янські мови
Слов'я́нські мо́ви — група балто-слов'янської гілки індоєвропейської мовної сім'ї, що розвинулися з діалектів праслов'янської мови, якими розмовляли переважно слов'янські народи або їхні нащадки. Вважається, що вони походять від прамови, яка називається праслов'янською, якою розмовляли під час раннього середньовіччя, яка, зі свого боку, походить від більш ранньої прабалто-слов'янської мови, пов'язуючи слов'янські мови з балтійськими, які спільно утворюють балто-слов'янську гілку мов в індоєвропейській сім'ї.
Слов'янські мови умовно (тобто також за екстралінгвістичним ознаками[джерело?]) поділяються на три підгрупи: західні, східні, південні, які разом складають понад 20 мов. З них 10 мають не менше одного мільйона носіїв і мають офіційний статус національних мов тих країн, у яких вони переважно мовлять: білоруська, російська й українська (східна група), польська, словацька та чеська (західна група), болгарська і македонська (східні діалекти південної групи), сербохорватська і словенська (західні діалекти південної групи). Крім того, Олександр Дуліченко зазначає ряд слов'янських мікромов: як ізольовані етнолекти, так і периферійні діалекти більш усталених слов'янських мов.
Поточне географічне поширення споконвічно поширених слов'янських мов включає Південно-Східну Європу (в основному Балкани), Центральну Європу, Східну Європу, а також частину Росії. Ба більше, діаспори багатьох слов'янських народів створили ізольовані меншини носіїв їх мов по всьому світу. Число носіїв всіх слов'янських мов на межі XXI століття оцінювалося у 315 мільйонів осіб. Це найбільша етнолінгвістична група у Європі.

## Історія

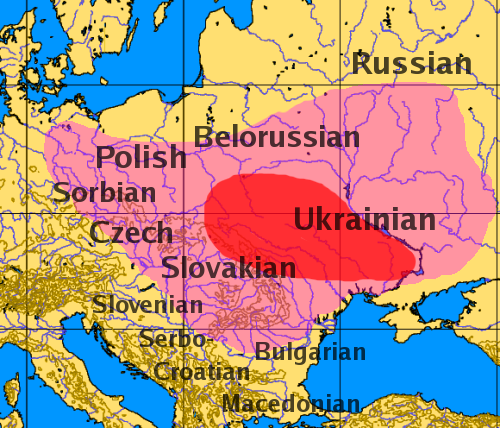
Поширення слов'янських мов із комплексом Прага-Пеньков-Колочин рожевим кольором, ареал слов'янських назв річок — червоним.

Виокремлення слов'янських діалектів з єдиної прамови відносять до 600 років н. е., тобто вже після Великого розселення слов'ян.
У період свого розпаду праслов'янська мова складалася з континууму діалектів; сучасні слов'янські мови утворилися внаслідок об'єднання певних діалектів навколо політичних і культурних центрів.
Традиційне уявлення про історію розвитку мов як постійний розпад, за схемою так званого родового дерева, не відповідає дійсності: концепція праслов'янської мови, що розпалася спершу на празахіднослов'янську, прасхіднослов'янську і прапівденнослов'янську мови, не підтверджується історичними й мовними фактами. Поширений поділ слов'янських мов на три групи, — східну, західну і південну (і менше поширений на північну, центральну і південну), має умовний характер і виправданий тільки з географічного погляду. За винятком теренів пізнішої колонізації, межі слов'янських мов окреслені нечітко, скрізь знаходяться перехідні говірки і навіть між літературними мовами переходи є поступові.
Деякі сучасні дослідники поділяють слов'янські мови на центральну та периферійну групи. До центральної зараховують лужицьку, чеську, словацьку та українську мови, малопольський діалект польської мови, південнобілоруські діалекти; до периферійної — решту мов та діалектів.
Лінгвісти стверджують, що сучасні слов'янські мови походять від єдиної слов'янської, яка сформувалася на основі праслов'янських діалектів. Їх носії входили до балто-слов'янської, а ще раніше — до германо-балто-слов'янських мовних спільнот. Датувати ці мовні процеси (в абсолютній, а не відносній хронології), а також встановити чітку локалізацію теренів, у межах яких вони відбувалися, лінгвістика самостійно не спроможна. Тим не менш, основні етапи історії слов'ян визначають саме з огляду на мовознавчі побудови.
Розрізняють періоди етногенезу (побутування праслов'янських діалектів), ранньої історії (побутування слов'янської мови) та історії окремих слов'янських народів (формування та побутування сучасних слов'янських мов). Початок останнього збігається з утворенням перших слов'янських держав упродовж 8—9 століть.

## Класифікація

### Балто-слов'янська мовна спільність
Гіпотетична єдність у далекому минулому слов'янської і балтійської груп мов ґрунтується в основному на великій подібності у їхній лексиці. Балто-слов'янська мовна єдність чи прамова — одна з класичних проблем індоєвропейського мовознавства.
Чисельність носіїв сучасних балтійських та слов'янських мов станом на 1997 рік показана у таблиці.

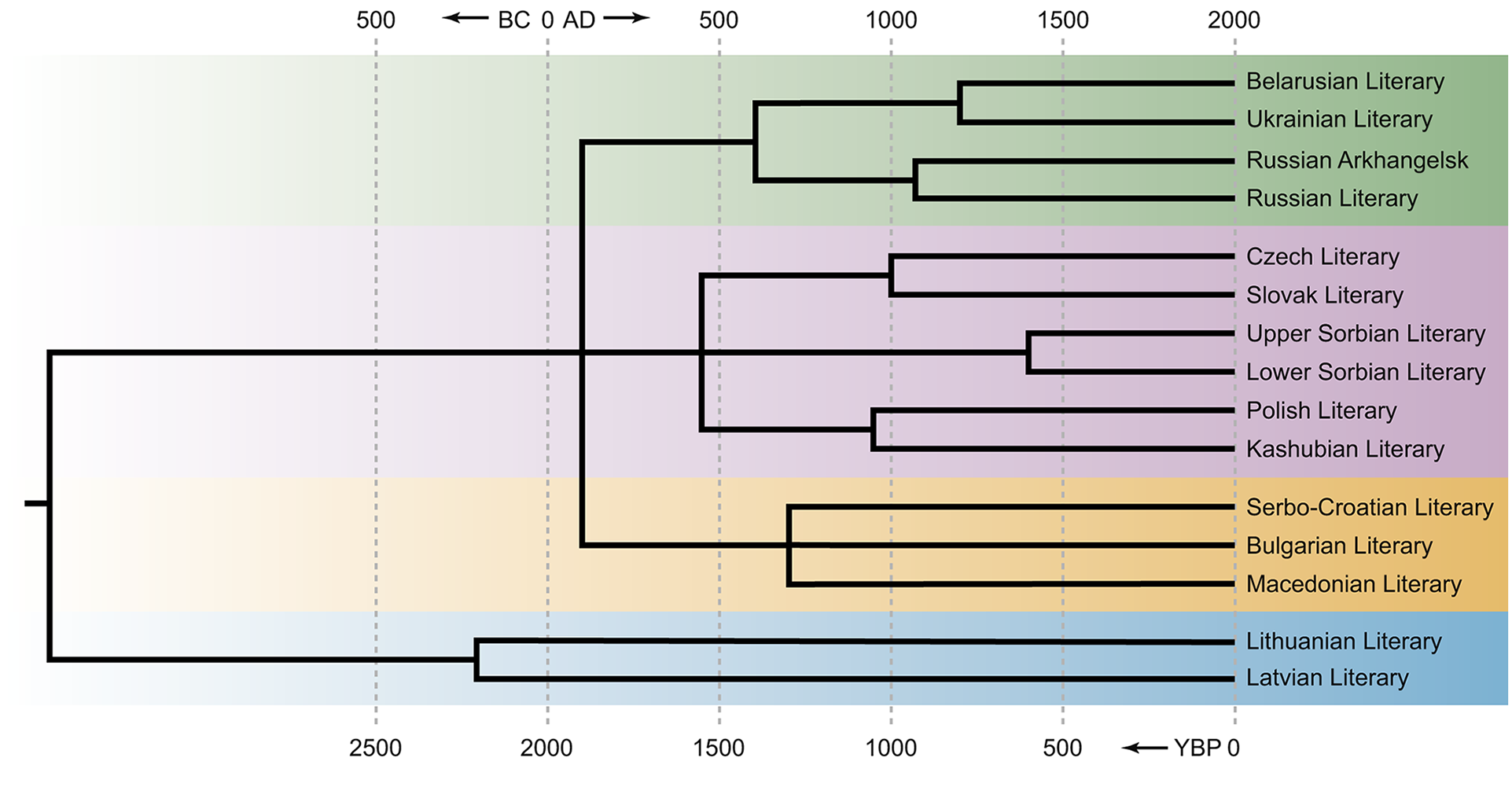
Філогенетичне дерево балто-слов'янських мов.
Шкала часу показує час поділу різних мовних гілок

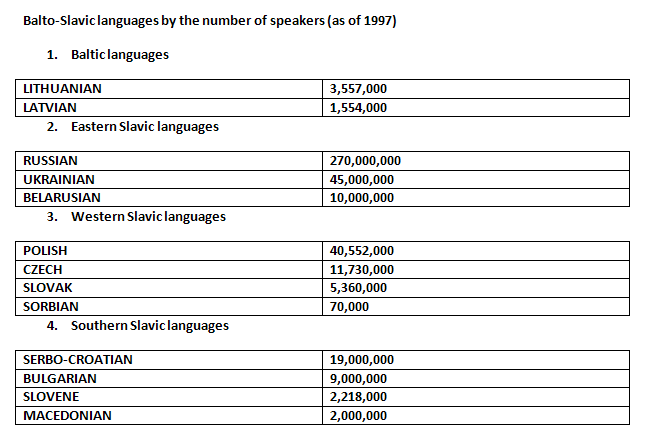
Чисельність носіїв сучасних балтійських та слов'янських мов станом на 1997 рік

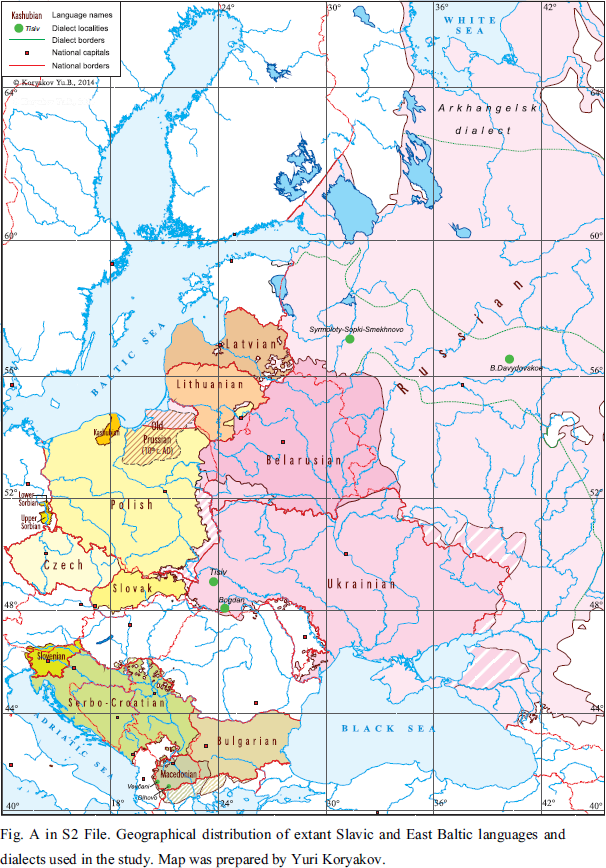
Карта слов'янських та балтійських мов

### Індоєвропейська родина мов
Розташування слов'янських мов серед родини індоєвропейських мов:
- Індоєвропейські мови
  - Балто-слов'янські мови
    - Слов'янські мови
      - Західнослов'янська гілка мов
      - Східнослов'янська гілка мов
      - Південнослов'янська гілка мов

### Три гілки слов'янських мов
Слов'янські мови на теренах сучасної Східної Німеччини, Угорщини, Румунії і Греції, вгасли, лишивши слід тільки в місцевих назвах і подекуди окремих записаних словах.
| - Західнослов'янська гілка мов: - Лехитська підгрупа мов: - полабська (мертва мова) - польська - сілезька - поморська або померанська (мертва мова) - кашубська - словінцька (мертва мова) - Чесько-словацька підгрупа мов: - моравська (мертва мова) - словацька - чеська - ляська (мертва мова) - кнаанська (мертва мова) - Сорбська мова або лужицька підгрупа мов: - верхньолужицька - нижньолужицька | - Східнослов'янська гілка мов: - Давньоновгородський діалект (мертва мова) - Давньопсковський діалект (мертва мова) - давньоруська або давньосхіднослов'янська (мертва мова) - староросійська (мертва мова) - російська - руська або староукраїнська/старобілоруська (мертва мова) - білоруська - українська - північне наріччя - західнополіська - підляська - південно-східне наріччя - південно-західне наріччя - русинська - бачвансько-русинська | - Південнослов'янська гілка мов: - Західна підгрупа мов: - Сербохорватські мови - боснійська - сербська - хорватська - чорногорська - словенська мова - прекмурська - Східна підгрупа мов: - болгарська - македонська - староцерковнослов'янська (мертва мова) - церковнослов'янська (мертва мова) - місцеві різновиди, в тому числі київський ізвод |

### Альтернативні класифікації

#### ЗаКостем Михайльчуком
Кость Михайльчук у відкритому листі до Пипіна ((рос.) «Открытое письмо А. Н. Пыпину», написане 1886 й видане окремою брошурою в 1909 у Києві) запропонував класифікацію, що відбивала його погляди на проміжний характер української мови:108.
Слов'янські мови в Михальчука поділені на чотири групи:
- Руська група (північноруська підгрупа: російська та білоруська мови; південноруська підгрупа: українська мова)
- Ляська група (польсько-кашубська та сербсько-лужицька підгрупи)
- Чехо-словацька група (чехо-моравська й словацька мови)
- Балканська група (ілірійська підгрупа: сербохорватська та словінська мови; болгаро-македонська підгрупа).

Ці групи з'єднуються в два ряди пар, що взаємно перетинаються:
- Південно-східній відділ (групи руська й балканська)
- Північно-західній відділ (групи ляська й чехо-словацька)

та:
- Північно-східній відділ (групи руська й ляська)
- Південно-західній відділ (групи балканська й чехо-словацька).

## Опис

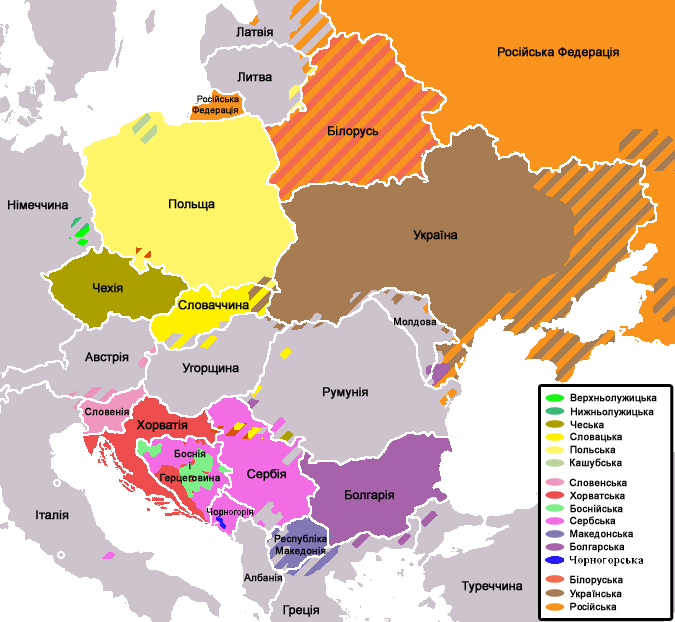
Поширеність слов'янських мов у Європі

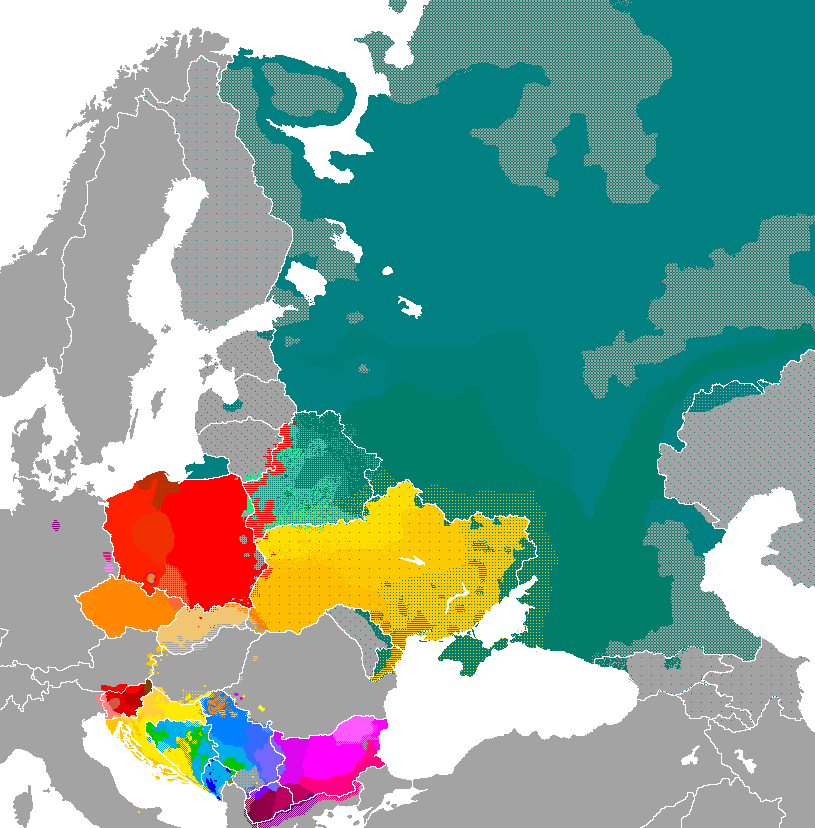
Карта слов'янських мов і діалектів

Слов'янські мови виділяються насамперед за генетичною засадою. Структурно слов'янські мови мають багато спільного, якщо брати їх попарно за географічною суміжністю, але мало спільних рис, що виявлялися б у всіх слов'янських мовах. Наприклад, у просодії є слов'янські мови з розрізненням інтонацій у наголошених голосних (хорватська, словенська, сербська, чорногорська, боснійська) і без нього, з довгістю голосних (словацька, чеська) і без неї, зі сталим (польська, словацька, лужицька, чеська, македонська) і з рухливим наголосом. У фонетиці є мови з носовими голосними (польська) і без них, з дифтонгами (словацька, чеська) і без них, з опозицією в палаталізації приголосних і без неї (словенська, македонська). У морфології з відміною іменників і без неї (болгарська, македонська), з розгалуженою дієвідміною (сербська, чорногорська, боснійська, хорватська, болгарська, македонська) і зі зредукованою тощо.
Риси спільні для всіх слов'янських мов, беручи синхронічно, проявляються почасти в подібностях засад їхньої структури, почасти в матеріальних елементах останньої. Рисами першого типу є, наприклад, наявність чергування певних голосних з нулем (але який саме голосний чергується, залежить від мови, пор. українська сон: сну, польська sen: snu, сербська й хорватська сан: сна), подібності в структурі кореня, наявність двох основ у дієслові супроти — переважно — однієї в імені, узгодження прикметника з іменником.
З матеріальних подібностей найяскравіші є в словнику, а надто в репертуарі коренів слів (часто, одначе, з семантичним зсувом, наприклад, укр. гора — болг. гора «ліс», укр. шум — серб. й хорв. шума «ліс»), зокрема в наборі прийменників і префіксів (з частковими відмінностями), меншою мірою суфіксів та ін.

## Характеристика підгруп слов'янської мовної групи

### Східнослов'янська підгрупа
До східнослов'янських відносять українську, білоруську, російську мови, іноді окремо української розглядають і русинську. Східнослов'янські мови характеризуються такими спільними рисами:
- Повноголосся — наявність сполучень типу *torot, *tolot, *teret, *telet[13] на місці праслов'янських сполучень з плавними приголосними *tort, *tolt, *tert, *telt: ворог, голос, голова, сторона (див. метатеза плавних у слов'янських мовах). Наявність у російській мові великої кількості слів з неповноголоссям пояснюється впливом церковнослов'янської (або староцерковнослов'янської) мови (давньоболгарської за походженням): так, слова враг, глас, глава, страна були запозичені з церковнослов'янської, слова гласный, млекопитающее — утворені за моделлю церковнослов'янських слів. Українські слова з неповноголоссям також є запозиченнями: храм, прапор — із староцерковнослов'янської, влада — з чеської, гласність — з російської;
- Наявність звука [t͡ʃ] на місці праслов'янських сполучень *tj і *kt': свіча, ніч (від *světia, *nokti);
- Перехід праслов'янського звукосполучення *dj у [ʒ] або [d͡ʒ] (у діалектах також [d']): укр. ходжу, воджу, сажа, біл. хаджу, ваджу, сажа, рос. хожу, вожу, сажа (від *xodjǫ, *vodjǫ, *sadja);
- Початковий [o] на місці праслов'янського *(j)e: укр. і рос. один, озеро < прасл. *(j)edinъ, *(j)ezero. У білоруській мові має місце акання і протетичне «в» (адзін, возера);
- Наявність сполучень «зв», «цв» на місці праслов'янських *kv' і *gv': цвіт, звізда (від *květъ, *gvězda). Втім, перехід *kv і *gv у «цв» і «зв» не відбувся також у деяких східнослов'янських діалектах (наприклад, давньоновгородському), українські форми з *kv («квіт», «квітка») можуть бути як полонізмами, так і питомо українськими словами;
- Випадіння праслов'янських приголосних *t і *d у групах *tl і *dl: горло, мило, вела, мела, пала, шило (від прасл. *gordlo, *mydlo, *vedla, *metla, *padla, šidlo)[14]. Вторинні сполучення *tl і *dl (що виникли після занепаду редукованих) спрощення не зазнали: укр. сідло, мітла, світло (із прасл. sědьlo, mětьla, světьlo)[15].
- Збіг редукованого праслов'янського *ъ ([ŭ]) у сильній позиції з [o]: укр. дочка, мох, сон, уток, рос. сноха, рожь (від *dъkti, *mъxъ, *sъnъ, *ǫtъkъ, *snъxa, *rъžь)

### Західнослов'янська підгрупа
До західнослов'янських відносять польську, чеську, словацьку, верхньолужицьку і нижньолужицьку мови, іноді окремо від польської розглядають також кашубську і сілезьку мови. Західнослов'янські мови характеризуються такими спільними рисами:
- Відсутність одноманітного рефлексу на місці праслов'янських *tort, *tolt, *tert, *telt: у чеській і словацькій мовах існує неповноголосся, аналогічне південнослов'янському (чеськ. mraz, hlava, breh, pred, mleko, словац. mraz, hlava, breh, pred, mlieko), а в північно-західних, тобто польській, кашубській і лужицьких, праслов'янським сполученням відповідають сполучення типу ro, lo, re, le (пол. głowa, gród, mróz, głód, brzeg, przed, mleko);
- Наявність звука [c] на місці праслов'янських сполучень *tj і *kt': пол. świeca, noc, чеськ. svíce, noc, словац. svieca, noc.
- Наявність звука [d͡z] або [z] на місці *dj: пол. sadza, chodzę, wodzę, чеськ. saze (від *xodjǫ, *vodjǫ, *sadja);
- Збереження праслов'янського початкового *(j)e: пол. jeden, jezioro < прасл. *(j)edinъ, *(j)ezero;
- Збереження праслов'янських груп *kv' і *gv': пол. kwiat, gwiazda, чеськ. květ, hvězda, словац. kvet, hviezda
- Збереження праслов'янських *t і *d у групах *tl і *dl: пол. gardło, jodła, mydło, szydło, чеськ. hrdlo, jedle, mýdlo, šídlo
- Втрата праслов'янського *l після губного приголосного у середині слова: пол. ziemia, lubię, konopie («земля», «люблю», «конопля»). Втім, існує також гіпотеза, що розвитку *l у цій позиції у західнослов'янських діалектах праслов'янської мови взагалі не відбувалося[14].
- Збіг редукованого праслов'янського *ъ ([ŭ]) у сильній позиції з *ь ([ĭ]) і їхній перехід у [e]: пол. sen (від *sъnъ).

### Південнослов'янська підгрупа
До південнослов'янських мов відносять болгарську, македонську, сербську, хорватську і словенську мови. Південнослов'янські мови характеризуються такими спільними рисами:
- Неповноголосся, тобто праслов'янські сполучення типу *tort, *tolt, *tert, *telt перейшли в сполучення типу ra, la між приголосними в складі однієї морфеми: болг. і серб. враг, глас, глава, страна;
- Початкові сполучення ra, la на місці праслов'янських *ol, *or: серб. лакат, раван, раст (від прасл. *olkъtь, *orvьnъ, *orstъ). Пор. також староцерк.-слов. равьнъ (< *orvьnъ), від якого запозичене й рос. равный — за питомо російського ровный (пор. укр. рівний);
- Відсутність одного рефлексу на місці праслов'янських *tj, *kt' і *dj: болг. свещ, пещь, нощь, сажда, серб. свећа, пећ, ноћ, сађење;
- Збереження праслов'янського початкового *(j)e: болг. един, езеро < прасл. *(j)edinъ, *(j)ezero;
- Наявність груп *cv і *zv на місці праслов'янських *kv' і *gv': болг. цвят, цвете, звезда
- Випадіння праслов'янських приголосних *t і *d у групах *tl і *dl: болг. гърло, ела, пал, мел[14].
- Перехід праслов'янського *ъ ([ŭ]) у сильній позиції в [ɤ] у болгарській мові, перехід його в [a] у більшості південнослов'янських мов.

## Обрані схожі слова
Це — коротка добірка основних споріднених слів у слов'янських мовах, яка робить наочними звукові зміни у відповідних мовах. Це не перелік перекладів: слова добрано перш за все за спільним походженням, хоча їхнє сучасне значення може бути змінене.
| Праслов'янська | Українська | Польська | Словацька | Болгарська | Сербська | Білоруська | Словенська | Хорватська | Російська | Македонська | Чеська | Кашубська | Полабська | Словінцька |
| -------------- | ---------- | -------- | --------- | ---------- | -------- | ---------- | ---------- | ---------- | --------- | ----------- | ------ | --------- | --------- | ---------- |
| *ògňь          | вого́нь     | ogień    | oheň      | о́гън       | о'гањ    | аго́нь      | ógənj      | òganj      | ого́нь     | оган        | oheň   | òdżin     | viďėn     | vʉ̀ɵ̯ђeń     |
| *rỳba          | ри́ба       | ryba     | ryba      | ри́ба       | ри̏ба     | ры́ба       | ríba       | rȉba       | ры́ба      | ри́ба        | ryba   | rëba      | råibo     | rȧ̃bă       |
| *gně̄zdò        | гніздо́     | gniazdo  | hniezdo   | гнездо́     | gnijézdo | гняздо́     | gnẹ́zdo     | gnijèzdo   | гнездо́    | гнездо      | hnízdo | gniôzdo   | gńozdĕ    | gńǻu̯zdɵ    |
| *ȍko           | о́ко        | oko      | oko       | око́        | о̏ко      | во́ка       | okọ̑        | ȍko        | о́ко       | око         | oko    | òkò       | våťü      | vʉ̀ɵ̯kɵ      |
| *pīzdà         | пизда́      | pizda    | pizda     | пизда      | пи́зда    | пізда́      | pīzda      | pízda      | пизда́     | пизда       | pizda  | ṕizda     | pai̯zdă    | pjḯzdă     |